# Roger Mortimer di Chirk
Roger Mortimer di Chirk (1256 circa – 3 agosto 1326) fu uno strenuo oppositore di Edoardo II d'Inghilterra nella guerra per abbattere Ugo Despenser il Giovane e suo padre.

## Biografia

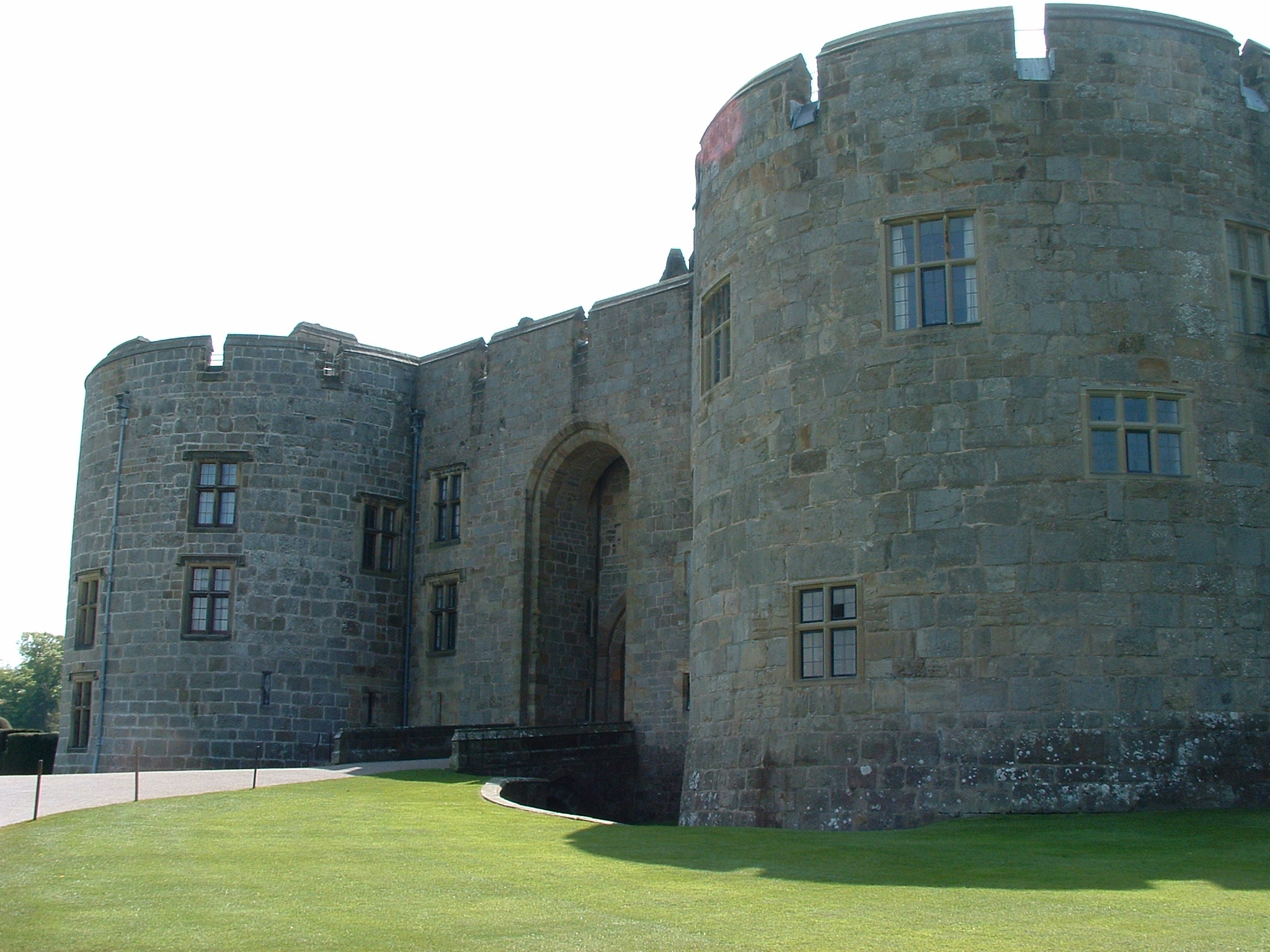
Castello di Chirk

Roger Mortimer de Chirk era il quinto figlio di Roger Mortimer, I barone di Wigmore, un potente signore delle Marche, nacque nelle proprietà di famiglia a ridosso del confine con il Galles. La famiglia Mortimer era assurta alla nobiltà soltanto di recente, era stata la loro lealtà alla nascente dinastia dei Plantageneti a dare loro terre e titoli. Mortimer, nel 1277, venne incaricato dal re Edoardo I d'Inghilterra di custodire le terre dei due giovani figli del Signore di Powys morto in quel periodo. Nel 1282 i loro corpi vennero rinvenuti nel fiume Dee e Mortimer fu accusato di omicidio. Che fosse colpevole o meno egli ottenne le terre che erano state dei due ragazzi, si ipotizza che, se colpevole, abbia cercato di favorire il suo giovane nipote Ruggero Mortimer, I conte di March, elevandolo a guardiano della proprietà. Nel 1282 i gallesi invasero le terre inglesi e Mortimer, soldato di professione, venne chiamato a capo di una parte dell'esercito, la sua abilità militare era indiscutibile e la sua presenza si ricorda anche a Falkirk, nel 1298, battaglia in cui il rivoluzionario scozzese William Wallace venne sconfitto. Molto vicino al re Edoardo II d'Inghilterra, fu presente alla stipula del contratto matrimoniale di questi con Isabella di Francia e fu lui ad andare in Francia per scortare la sposa nel suo nuovo paese. Nel 1306, due anni prima del matrimonio del re, fu creato cavaliere e successivamente acquistò diverse proprietà in Galles espandendo viepiù il suo potere e mantenendolo spesso con l'uso della forza. Nel 1310 Mortimer si trovò a dirimere una controversia sorta fra il feudatario Griffin de La Pole e sua nipote, sposata con un nobile. La ragazza era rimasta orfana e de La Pole sosteneva che, in base alla legge salica, le sue proprietà sarebbero dovute andare, non al marito John de Charlton, I barone Cherleton, ma a lui, che era un parente maschio. Dalla sua de La Pole tirò Tommaso Plantageneto e poiché la faida rischiava di diventare sanguinosa il re spedì Mortimer perché trovasse una soluzione. De La Pole tuttavia rifiutò l'arbitrio reale, la sua risposta venne considerata come un tradimento, Mortimer attaccò e conquistò il castello di de La Pole. Tommaso Plantageneto, con cui già non correva buon sangue, giurò inimicizia eterna a Mortimer.
Nel 1314 Edoardo II d'Inghilterra ordinò a Mortimer di radunare 3 000 gallesi da dirigere contro gli scozzesi. Partito dal Galles il 27 maggio l'esercito raggiunse Edimburgo il 20 giugno. La battaglia di Bannockburn stava per avere luogo, l'esito fu nefasto per gli inglesi, gli ordini di Edoardo II d'Inghilterra portarono l'esercito alla disfatta e Robert Bruce sul trono di Scozia.
Nel 1316 la rivolta guidata dal gallese Llywelyn Bren permise a Tommaso Plantageneto di chiedere, e ottenere, dal re la deposizione di Mortimer dalla carica di Gran Giustiziere del Galles, la sua caduta fu di breve durata, in ottobre Mortimer era di nuovo al suo posto.
Nel 1320 Mortimer si unì ad altri baroni per ottenere la caduta di Ugo Despenser il Giovane e del padre, i Despenser vennero spediti in esilio, ma nel 1322 sbarcarono attaccando il Galles, ben presto ebbero ragione su chi aveva voluto la loro rovina e Mortimer fu costretto ad arrendersi. Condotto alla Torre di Londra venne imprigionato e lì morì nell'agosto del 1326.
Suo nipote, Ruggero Mortimer, I conte di March, riuscì a fuggire in Francia insieme alla regina sua amante, quando torneranno, nel 1326 detronizzeranno Edoardo II d'Inghilterra e condanneranno a morte i due Despenser.